# Francês cajun
O francês cajun é um dialeto do idioma francês falado em Luisiana, no sul dos Estados Unidos.
Seus falantes se encontram principalmente em Nova Orleans, St. Bernard, St. Charels, St. John the Baptist, Jefferson, West Baton Rouge, Pointe Coupee, Avoyelles, St. Mary, Nueva Iberia, Assumption, e St. Landry.
O francês cajun é um dialeto derivado do francês acadiano. Este dialeto vem da colônia francesa de Acádia, localizada entre o Canadá e o estado norte-americano de Maine.